# Юкары Ростгуй
Юкары Ростгуй (узб. Yuqori Rostgoʻy / Юқори Ростгўй) — посёлок городского типа, расположенный на территории Гиждуванского района Бухарской области Республики Узбекистан.
Статус посёлка городского типа с 2009 года.